# Natalie (Iwan Bunin)

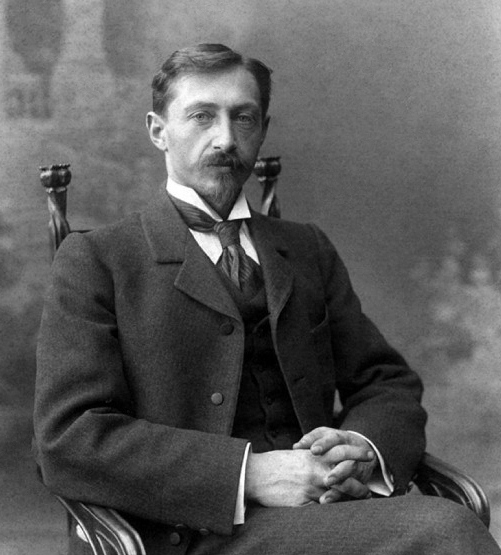
Iwan Bunin im Jahr 1901 auf einem Foto von Maxim Dmitrijew

Natalie (russisch Натали) ist eine Erzählung des russischen Nobelpreisträgers für Literatur Iwan Bunin, die am 4. April 1941 vollendet wurde und im Februarheft 1942 der New Yorker Ausgabe der russischen Zeitschrift Nowy schurnal erschien.

## Inhalt
Auf der Suche nach dem amourösen Abenteuer verbringt Witali Petrowitsch Mestscherski aus dem Gouvernement Tula die Sommerferien nach dem ersten Studienjahr auf dem Gut seines Onkels Tscherkassow, eines Ulanen im Ruhestand. Tscherkassows einzige Tochter, Witalis 20-jährige Cousine Sonja, findet, Witali habe sich seit dem letzten Besuch ganz schön gemausert. Sonja geht auf Witalis Wunsch nach einer Liebesbeziehung bereitwillig-direkt ein – „wenn da nicht Natalie wäre“. Natalie mit den schwarzen Augen ist Natascha Stankewitsch aus Woronesch, Sonjas spröde Freundin vom Gymnasium. Die gut gewachsene, verschlossene Natalie kommt aus verarmten Hause. Die Stankewitschs beabsichtigen eine Geldheirat; wollen Natalie mit einem Nachbarn verkuppeln. Der Glückliche ist Witalis Cousin Alexej Nikolajitsch Mestscherski, wohlhabender Gutsbesitzer auf Blagodatnoje. Gegen Sonjas frauliche Figur wirkt Natalie beinahe jugendlich-halbwüchsig. Witali genießt die „strapaziös-leidenschaftlichen Stelldicheins“ mit Sonja. Letztere belauert bei jeder Gelegenheit Witali und Natalie. Witali weiß nicht recht, ob er Gott, der ihm auf einen Schlag gleich zwei Lieben geschenkt hat, danken soll. Sonja faucht eifersüchtig, sobald sich Witali „der bezaubernden Natalie“ auch nur nähert; verfolgt mit Argusaugen, wenn er den Blick nicht von der Schönen Brustspitzen, die sich unter deren dünner Bluse abzeichnen, lassen kann. Natalie weist Witalis Annäherung mit dem Hinweis ab, er liebe bekanntlich Sonja. Der Lügner Witali verneint. Als Natalie nach Woronesch abreisen muss, wird sie von Witali bestürmt. Natalie gesteht Witali im Gegenzug ihre Liebe und gestattet ihm einen Besuch zu Hause bei ihren Eltern.
Sonja und Witali setzen auf dem Gut des Ulanen ihre stürmischen Nächte unter Sonjas leitmotivischem Ausruf „… nimm mich ganz … !“ fort.
Natalie und Alexej Mestscherski heiraten auf Blagodatnoje. Witali studiert in Moskau.
Als Alexej nach wenigen Jahren Ehe an einem Herzschlag stirbt, muss Witali im Auftrage seiner bejahrten Eltern an der Beerdigung teilnehmen. Witali begegnet Natalie auf Blagodatnoje wieder. Die Witwe trägt ihr Kleinkind auf dem Arm.
Nach dem Studium sterben Witalis Eltern bald. Er führt das ererbte Gut und lebt dort mit Glascha, einem ehemaligen Zimmermädchen seiner Mutter. Das Paar bekommt einen Jungen. Witali will heiraten. Glascha verzichtet, weil sie die gnädige Frau nicht spielen möchte. Sie gibt ihn zwar frei, droht aber: Sobald er eine Adlige nähme, ginge sie mit dem Kleinen ins Wasser.
Witali genießt seine „Freiheit“. Während der Heimreise von einem längeren Auslandsaufenthalt steigt er aus dem Zug Moskau-Tula und sucht Natalie vor der Heimfahrt zu Glascha auf. Natalie liebt Witali, wie damals auf dem Gut des Ulanen, immer noch. Die beiden werden ein heimliches Liebespaar. An einem Dezember stirbt Natalie „am Genfer See an einer Frühgeburt“.

## Verfilmung
- 1988 Sowjetunion, 5. Kanal[9] des Leningrader Fernsehens: TV-Spielfilm Natalie[10] von Wladimir Latyschew[11] mit Milena Tontegode in der Titelrolle.

## Deutschsprachige Ausgaben
Verwendete Ausgabe
- Natalie. Deutsch von Charlotte Kossuth. S. 435–471 in: Karlheinz Kasper (Hrsg.): Iwan Bunin: Dunkle Alleen. Erzählungen 1920–1953. 580 Seiten. Aufbau-Verlag, Berlin 1985